# غرة مقنزعة

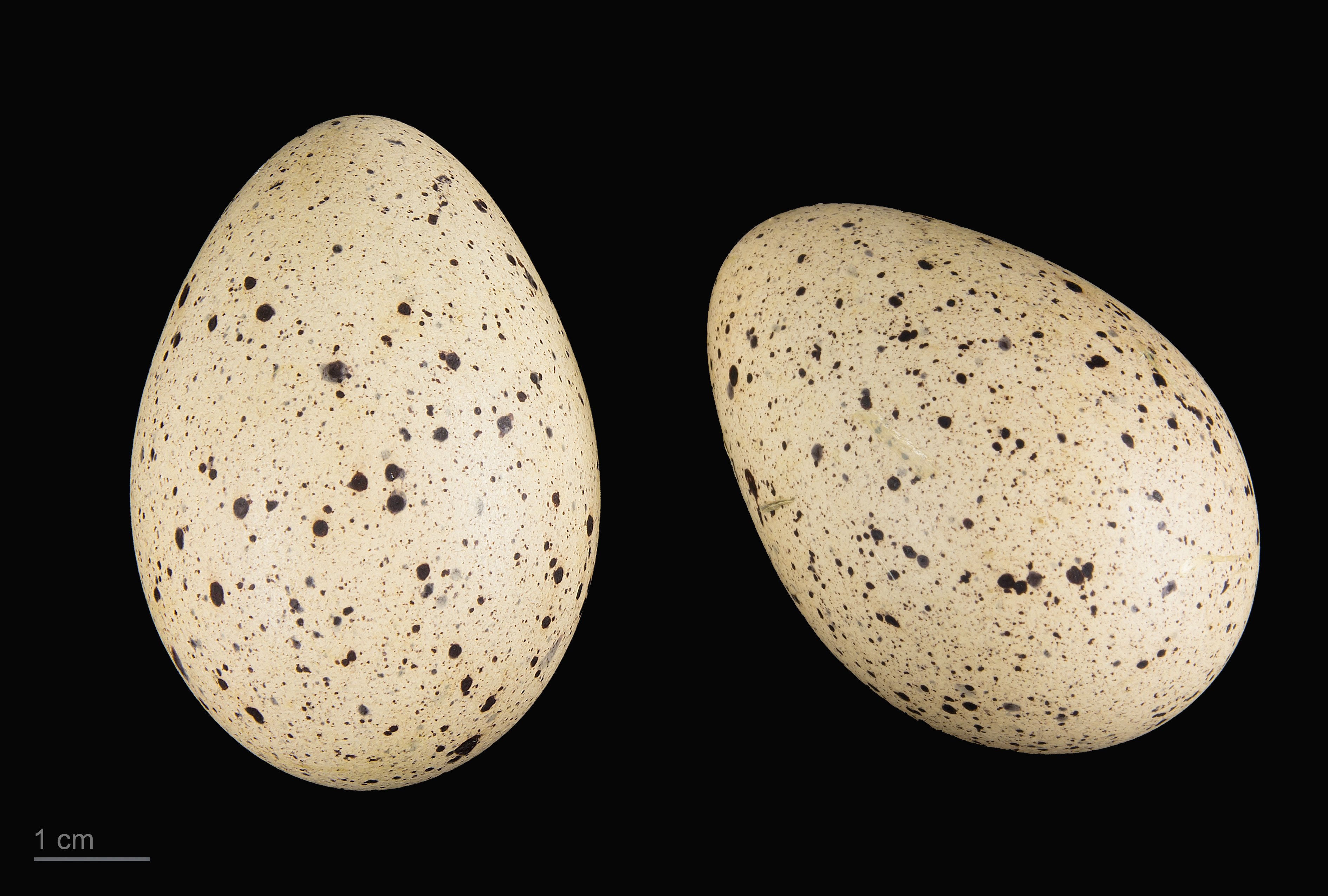
Fulica cristata

غرة مقنزعة (الاسم العلمي: Fulica cristata) (بالإنجليزية: Crested Coot)‏ هي نوع من الطيور تتبع لجنس الغرة من فصيلة التفلقيات.

## معرض الصور

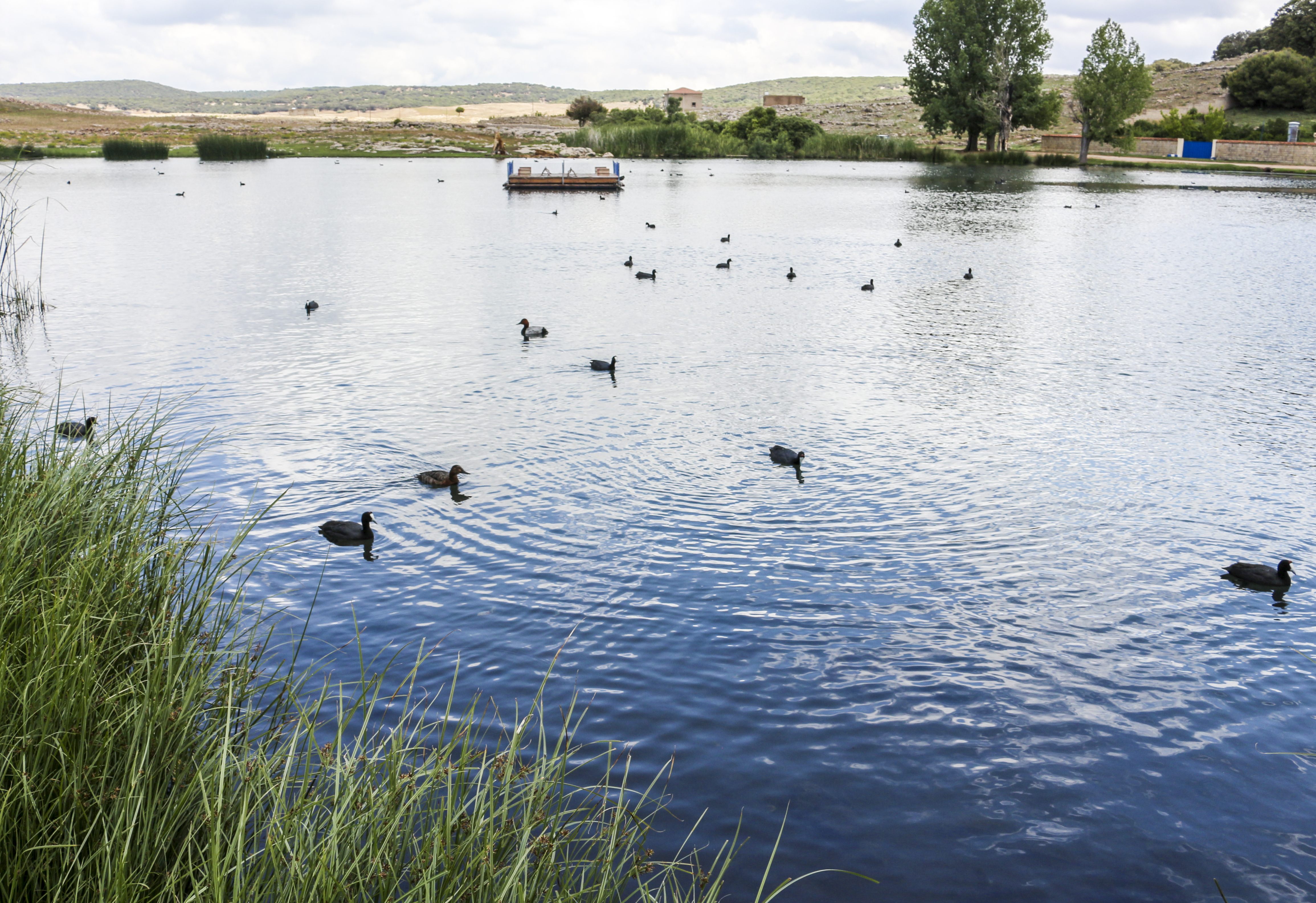
مجموعة من طيور الغرة المقنزعة من بحيرة زروقة بالمغرب
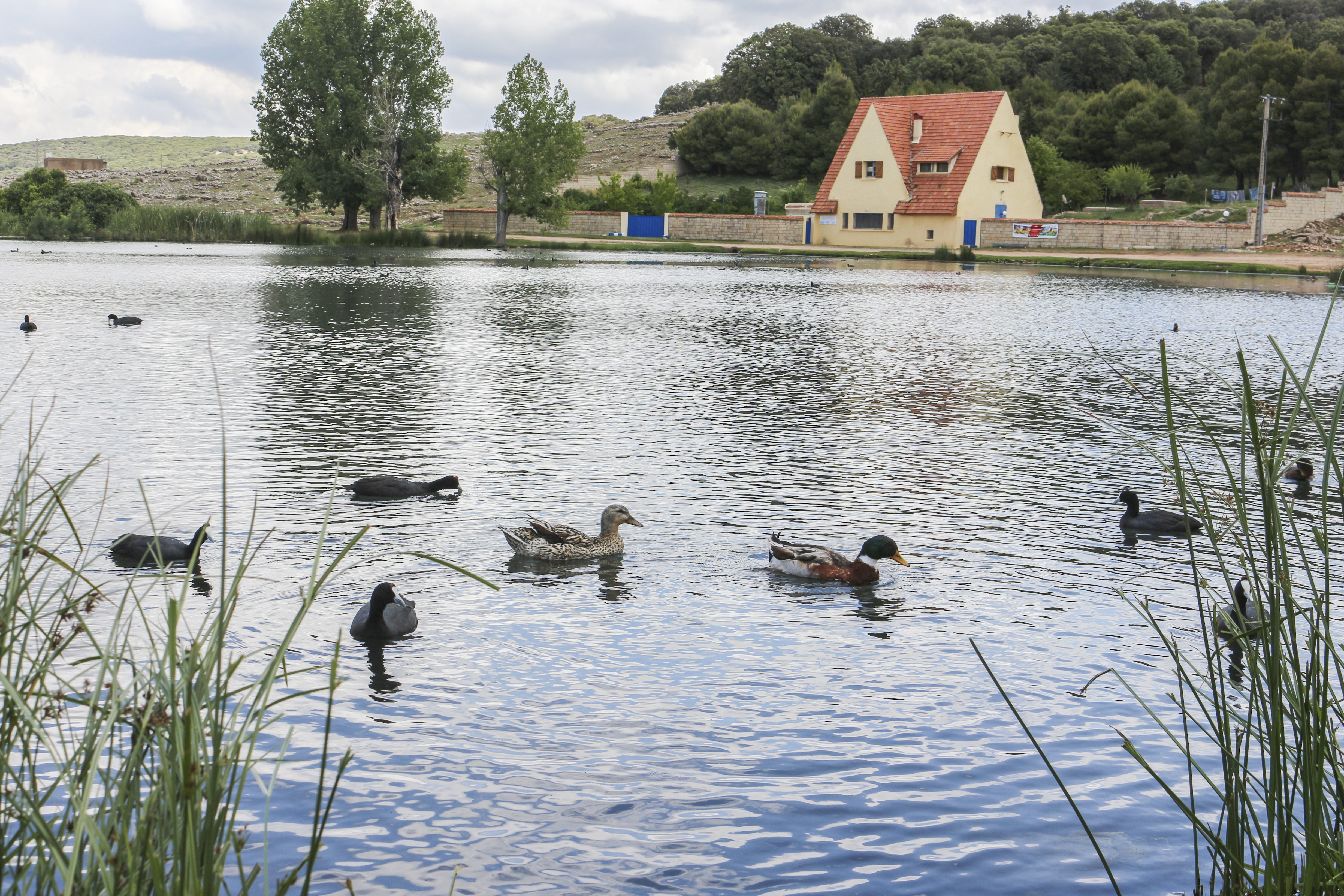
طيور الغرة المقنزعة من بحيرة زروقة بالمغرب
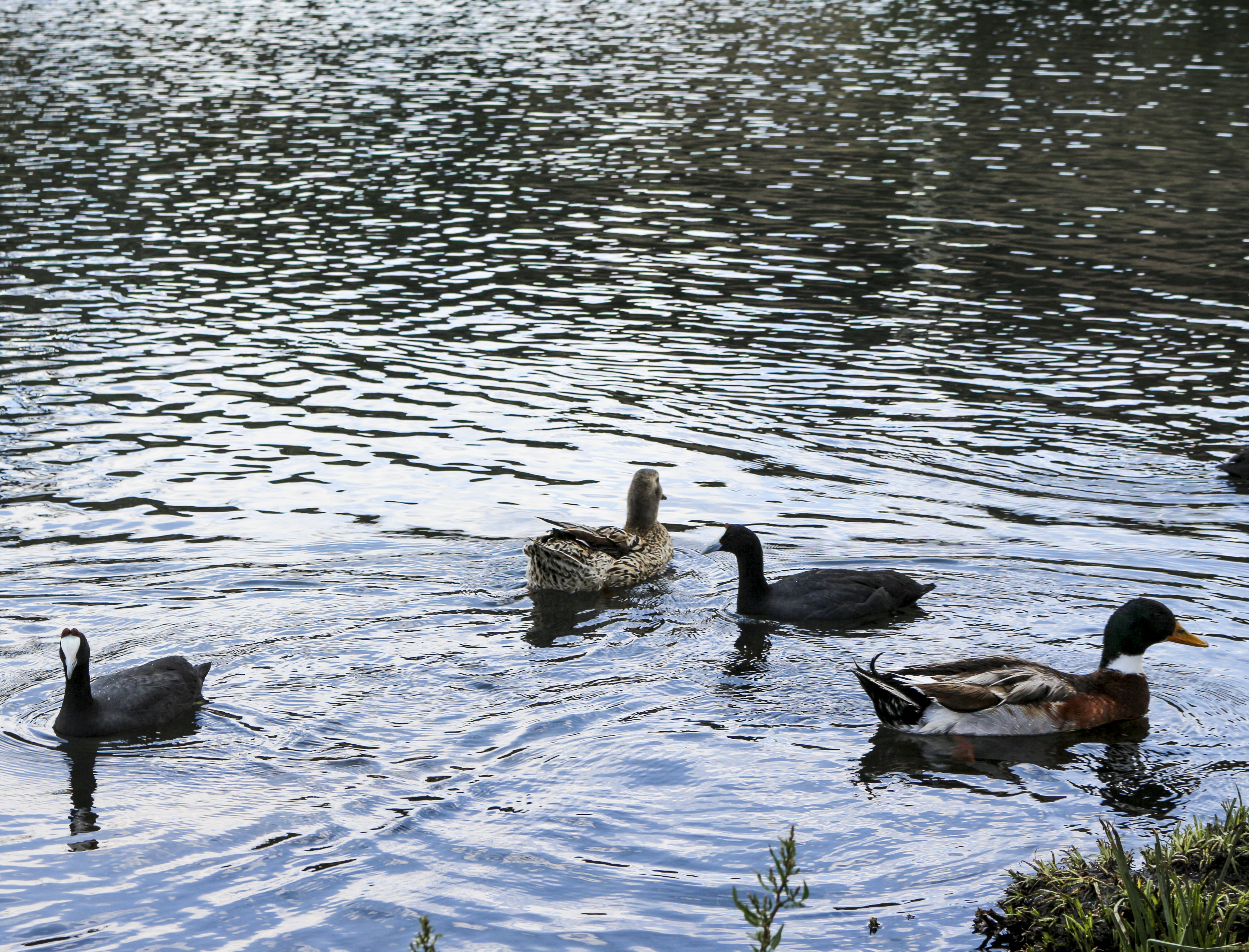
طيور الغرة المقنزعة من بحيرة زروقة بالمغرب إلى حانب بط روان.